# Episodi di Aliados (seconda stagione)
| nº | Titolo originale                | Titolo italiano | Prima TV Argentina | Prima TV Italia |
| -- | ------------------------------- | --------------- | ------------------ | --------------- |
| 1  | Aislados                        |                 | 6 aprile 2014      |                 |
| 2  | Superpoderes                    |                 | 13 aprile 2014     |                 |
| 3  | El hijo del presidente          |                 | 20 aprile 2014     |                 |
| 4  | La Sequia                       |                 | 27 aprile 2014     |                 |
| 5  | Incoscientes                    |                 | 4 mayo 2014        |                 |
| 6  | Lo que siento                   |                 | 11 mayo 2014       |                 |
| 7  | Madre, Padre, Tutor o Encargado |                 | 18 mayo 2014       |                 |
| 8  | El Renacimiento                 |                 | 25 mayo 2014       |                 |
| 9  | Un mundo ajeno                  |                 | 1º giugno 2014     |                 |
| 10 | La decision                     |                 | 8 giugno 2014      |                 |
| 11 | La Ceguera de Cupido            |                 | 15 giugno 2014     |                 |
| 12 | Solo un sueño                   |                 | 22 giugno 2014     |                 |
| 13 | Jaque mate                      |                 | 29 giugno 2014     |                 |
| 14 | Después de la muerte            |                 | 6 luglio 2014      |                 |
| 15 | El País de los Feacios          |                 | 20 luglio 2014     |                 |
| 16 | Masa Crítica                    |                 | 27 luglio 2014     |                 |
| 17 | El Combate de los Dioses        |                 | 4 agosto 2014      |                 |